# Krzanowice
Chřenovice nebo Křenovice (polsky Krzanowice; německy Kranowitz, v letech 1936–1945 Kranstädt) je město v jižním Polsku ve Slezském vojvodství v okrese Ratiboř, sídlo stejnojmenné gminy. Leží na Bílé vodě v bezprostřední blízkosti česko-polské státní hranice 17 km severovýchodně od Opavy v té části historického území Horního Slezska, která do roku 1972 příslušela k Olomoucké arcidiecézi. V roce 2023 čítalo 2 000 obyvatel. Žijí zde z velké části potomci Moravců, kteří se nyní hlásí k německé národnosti a proto je město oficiálně dvojjazyčné.

## Historie
Chřenovice (poprvé zmiňované v latinských dokumentech jako Cranewicz) získaly městská práva v roce 1265. Zakladatelem byl Herbert z Fulštejna, stolník olomouckého biskupa Bruna ze Schauenburka. Patřily Opavskému knížectví, které se roku 1318 odtrhlo od Moravy jako samostatné léno Koruny české a nejpozději od konce 15. století bylo považováno za součást Slezska. Nadále však Chřenovice až do roku 1972 spadaly pod olomouckou diecézi, což napomáhalo udržení kulturních vztahů s Moravou a kontaktu s českým jazykem. Městečko leželo na obchodní cestě z Opavy do Ratiboře a často měnilo majitele.
Po první slezské válce byly Chřenovice spolu s většinou Slezska připojeny k Pruskému království. Spadaly původně pod okres Hlubčice a od roku 1818 pod okres Ratiboř ve vládním obvodu Opolí v provincii Slezsko, později v provincii Horní Slezsko. V roce 1877 ztratily status trhového městečka (Marktflecken).
Chřenovice byly součástí souvislého území obývaného Moravci – slovanským etnikem používajícím nářečí lašského typu, které označovali za moravštinu. Podle sčítání lidu z roku 1910 mluvilo moravsky (mährische Sprache) 97 % obyvatel městečka. Po první světové válce vznesl československý stát územní nároky na Ratibořsko. Na základě článku 83. Versailleské smlouvy byla k Československu připojena jižní část ratibořského okresu (Hlučínsko), avšak bez Chřenovic, které zůstaly na německé straně v bezprostřední blízkosti nové hranice. V hornoslezském plebiscitu v roce 1921 se 96,9 % obyvatel městečka vyslovilo pro setrvání v Německu, pro připojení k Polsku padlo jen 69 hlasů.
Po druhé světové válce opět vyvstala otázka přičlenění moravských obcí k Československu, ale nakonec bylo celé německé Slezsko, včetně Chřenovic, připojeno k Polsku. Moravci nebyli polskými orgány zařazeni k odsunu, ale po roce 1956 jich velká část v několika vlnách emigrovala do Západního Německa spolu se Slezany a Němci. Přes svůj slovanský původ se Moravci ve 20. století politicky a kulturně ztotožnili s německou národností a zůstavší se v 90. letech přihlásili k organizacím německé menšiny v Polsku. V roce 1991 získala Mniejszość Niemiecka – Deutsche Minderheit 75,1 % hlasů ve volbách v Chřenovicích. Při sčítání lidu 2002 uvedlo 53,43 % obyvatel polskou národnost, 20,64 % německou, 7,1 % slezskou a 18,77 % se nepřihlásilo k žádné. V roce 2011 stoupl počet německých deklarací na 27,8 %. Od roku 2008 je němčina oficiálně druhým úředním jazykem v gmině. Moravská a lašská identita se v současnosti projevují především formou folklorních událostí, nářeční soutěže Morawske rzadzyni selske hospodyni, působení kabaretu Krzanowickie Omy apod.
V roce 2001 byl Chřenovicím po 124 letech obnoven status města.

## Doprava
Chřenovice ležely na železniční trati Opava – Ratiboř, provoz v pohraničním úseku Chuchelná – Chřenovice však nebyl po skončení druhé světové války obnoven. Na rozdíl od českého úseku do Chuchelné, který je stále v provozu, byl provoz v úseku Ratiboř – Chřenovice zastaven v roce 1994.
Veřejnou dopravu směrem k Ratiboři zajišťují autobusové spoje společnosti PKS Racibórz. Přeshraniční spojení aktuálně (2020) neexistuje. Vlaková stanice Chuchelná a autobusové zastávky v obci jsou vzdáleny 3,5 kilometru od centra městečka.